# Ряхово
 Тази статия е за селото в България.  За селото в Гърция със старо име Ряхово, вижте Парорио (дем Гревена).  
Ря̀хово е село в Северна България. То се намира в община Сливо поле, област Русе.

## География
Ряхово е разположено на десния бряг на река Дунав на 7 km на север от общинския център град Сливо поле и на 30 km на североизток от областния център град Русе. Има пристанище на река Дунав.

## История
Селото възниква по времето на римския император Веспасиян като крепост-кастел на брега на Дунав с името Апиария, част от Дунавския лимес. В голямата си част е тракийско, като има и гръцко малцинство. Произходът на името „Апиария“ е латински и се смята, че възниква от превода – „Пчелин“.
Известията за Апиария датират от 1 век след Христа. Селището се посочва в „Notitia Dignitatum“ през IV вече като кастел. През V век Апиария е епископски център. В 587 е подложен на варварско нападение от аварите и разрушен. По-късно градът-крепост е възобновен под името Скария, но скоро след това запада и е изоставен. При извършените на територията му археологически разкопки са открити ценна керамика, монети, две статуи на бог Дионис и др.
През октомври 1916 г. две румънски дивизии извършват тук десант. Срещу тях тръгват в атака 5-и опълченски полк и 17-а погранична дружина. Това е известната Битка при Ряхово. В памет на загиналите български герои е издигнат паметник в центъра на Ряхово.

## Население
Численост на населението според преброяванията през годините:
| \| Година на преброяване \| Численост \| \| --------------------- \| --------- \| \| 1934 \| 3707 \| \| 1946 \| 3592 \| \| 1956 \| 3612 \| \| 1965 \| 3828 \| \| 1975 \| 3505 \| \| 1985 \| 2861 \| \| 1992 \| 2454 \| \| 2001 \| 2079 \| \| 2011 \| 1637 \| \| 2021 \| 1257 \| |           |
| Година на преброяване | Численост |
| 1934 | 3707      |
| 1946 | 3592      |
| 1956 | 3612      |
| 1965 | 3828      |
| 1975 | 3505      |
| 1985 | 2861      |
| 1992 | 2454      |
| 2001 | 2079      |
| 2011 | 1637      |
| 2021 | 1257      |

В етническо отношение населението е почти изцяло българско.

## Религии
Населението е българско, изповядващо православие.

## Обществени институции
Ряховското читалище е основано през 1911 г. по инициатива на учителите и с участието на някои по-будни селяни. То приема за свое име мисълта на древногръцкия философ Сократ „Познай себе си – 1911“ Определя се и патронен празник на читалището – 8 ноември, Димитровден. това съвпада с началото на активния културно-просветен живот на селото, когато вече селскостопанската работа приключва.

## Забележителности
Местни забележителности са църквата „Св. Георги“, построена през 1887 г. и Паметникът на загиналите воини. Река Дунав предоставя възможности за речен и риболовен туризъм. Местността около пристанището е с привлекателната природа на българските острови в тази част.
В село Ряхово се намира античният кастел „Апиария“ – разположен върху висока част на дунавския бряг, известен под името „Калето“ или „Хисаря“.
При извършените на територията археологически разкопки са открити ценна керамика, монети, две статуи на бог Дионис и др.

## Редовни събития
Често се изпълняват народни обичаи, характерни за тази част на България като: „Чукане на коноп“, „Нептун“, „Засевки“, „Коледуване“, „Кукери“. Освен това всяка година се провежда народен събор на 24 май.